# MTV Movie Awards 2008

Logo

La 17ª edizione degli MTV Movie Awards si è svolta il 1º giugno 2008 al Gibson Amphitheatre di Universal City, California, ed è stata presentata da Mike Myers.

## Performance musicali
Nel corso dello spettacolo si sono esibiti:
- Coldplay (Viva la vida)
- The Pussycat Dolls (When I Grow Up)

## Vincitori e candidati
I vincitori sono indicati in grassetto.

### Miglior film (Best Movie)
- Transformers, regia di Michael Bay
- Io sono leggenda (I Am Legend), regia di Francis Lawrence
- Juno, regia di Jason Reitman
- Il mistero delle pagine perdute (National Treasure: Book of Secrets), regia di Jon Turteltaub
- Pirati dei Caraibi - Ai confini del mondo (Pirates of the Caribbean: At World's End), regia di Gore Verbinski
- Suxbad - Tre menti sopra il pelo (Superbad), regia di Greg Mottola

### Miglior performance maschile (Best Male Performance)
- Will Smith - Io sono leggenda (I Am Legend)
- Michael Cera - Juno
- Matt Damon - The Bourne Ultimatum - Il ritorno dello sciacallo (The Bourne Ultimatum)
- Shia LaBeouf - Transformers
- Denzel Washington - American Gangster

### Miglior performance femminile (Best Female Performance)
- Ellen Page - Juno
- Amy Adams - Come d'incanto (Enchanted)
- Jessica Biel - Io vi dichiaro marito e... marito (I Now Pronounce You Chuck And Larry)
- Katherine Heigl - Molto incinta (Knocked Up)
- Keira Knightley - Pirati dei Caraibi - Ai confini del mondo (Pirates of the Caribbean: At World's End)

### Miglior performance rivelazione (Breakthrough Performance)
- Zac Efron - Hairspray - Grasso è bello (Hairspray)
- Nikki Blonsky - Hairspray - Grasso è bello (Hairspray)
- Chris Brown - This Christmas
- Michael Cera - Suxbad - Tre menti sopra il pelo (Superbad)
- Megan Fox - Transformers
- Jonah Hill - Suxbad - Tre menti sopra il pelo (Superbad)
- Christopher Mintz-Plasse - Suxbad - Tre menti sopra il pelo (Superbad)
- Seth Rogen - Molto incinta (Knocked Up)

### Miglior performance comica (Best Comedic Performance)
- Johnny Depp - Pirati dei Caraibi - Ai confini del mondo (Pirates of the Caribbean: At World's End)
- Amy Adams - Come d'incanto (Enchanted)
- Jonah Hill - Suxbad - Tre menti sopra il pelo (Superbad)
- Seth Rogen - Molto incinta (Knocked Up)
- Adam Sandler - Io vi dichiaro marito e... marito (I Now Pronounce You Chuck And Larry)

### Miglior cattivo (Best Villain)
- Johnny Depp - Sweeney Todd - Il diabolico barbiere di Fleet Street (Sweeney Todd: The Demon Barber of Fleet Street)
- Javier Bardem - Non è un paese per vecchi (No Country for Old Men)
- Topher Grace - Spider-Man 3
- Angelina Jolie - La leggenda di Beowulf (Beowulf)
- Denzel Washington - American Gangster

### Miglior bacio (Best Kiss)
- Briana Evigan e Robert Hoffman - Step Up 2 - La strada per il successo (Step Up 2 the Streets)
- Amy Adams e Patrick Dempsey - Come d'incanto (Enchanted)
- Shia LaBeouf e Sarah Roemer - Disturbia
- Ellen Page e Michael Cera - Juno
- Daniel Radcliffe e Katie Leung - Harry Potter e l'Ordine della Fenice (Harry Potter and the Order of the Phoenix)

### Miglior combattimento (Best Fight)
- Sean Faris contro Cam Gigandet - Never Back Down - Mai arrendersi (Never Back Down)
- Alien contro Predator - Aliens vs. Predator 2 (Alien vs. Predator - Requiem )
- Hayden Christensen contro Jamie Bell - Jumper - Senza confini (Jumper)
- Matt Damon contro Joey Ansah - The Bourne Ultimatum - Il ritorno dello sciacallo (The Bourne Ultimatum)
- Tobey Maguire contro James Franco - Spider-Man 3
- Chris Tucker e Jackie Chan contro Sun Mingming - Rush Hour 3: Missione Parigi (Rush Hour 3)

### Miglior blockbuster estivo non ancora uscito (Best Summer Movie So Far)
- Iron Man
- Le cronache di Narnia - Il principe Caspian (The Chronicles of Narnia: Prince Caspian )
- Indiana Jones e il regno del teschio di cristallo (Indiana Jones and the Kingdom of the Crystal Skull)
- Sex and the City
- Speed Racer

### MTV Generation Award
- Adam Sandler